# Lithocarpus elephantum
Lithocarpus elephantum är en bokväxtart som först beskrevs av Henry Fletcher Hance, och fick sitt nu gällande namn av Aimée Antoinette Camus. Lithocarpus elephantum ingår i släktet Lithocarpus och familjen bokväxter. Inga underarter finns listade.